# 莫爾博河
莫爾博河是俄羅斯的河流，位於薩哈共和國和伊爾庫茨克州，屬於恰拉河的左支流，河道全長334公里，流域面積約6,040平方公里，發源自帕托姆高原，河水主要來自融雪。